# 源在子
源在子（みなもと の ありこ/ざいし，1171年—1257年8月15日），鎌倉時代女性。第82代後鳥羽天皇之妃，第83代土御門天皇生母。父法勝寺執行能圆，母亲是藤原範兼之女藤原範子。源通親養女。同母弟久我通光、土御門定通、中院通方。院号承明門院，法名真如妙。

## 生平
承安元年（1171年），能圆和藤原範子生下源在子。能圆是平清盛正室（继室）平時子異父弟，在平氏政权任法勝寺執行。藤原範子是高倉天皇第四皇子尊成親王（後鳥羽天皇）的乳母。寿永2年（1183年），平家流落西国之时，能圆与平家同行，藤原範子与源通親再婚。後通親以在子为養女。
村上源氏中院流出身的公家源通親和平氏政权平家关系良好。治承5年（1181年）高倉上皇崩，清盛去世，後白河法皇重开院政。源平合战，平家丧失京都，源通親和後白河法皇逃到比叡山。安德天皇和平家一起逃走，後白河法皇院宣，命尊成親王践祚。
之後，通親和在子之母範子結婚，範子是新帝後鳥羽天皇的乳母，通親得到了新帝乳母父的地位。文治元年（1185年）平家在壇之浦之戰滅亡。建久元年（1190年）後鳥羽天皇加元服冊立摄政九条兼实之女九条任子为中宮。建久3年（1192年）後白河法皇崩，关白九条兼实赞成任命源頼朝为征夷大将軍，朝廷内支援頼朝的九条兼实掌握实权。通親成为兼实強力政敵。
通親養女在子入後鳥羽天皇後宮。建久6年（1195年）8月兼实之女中宮任子生昇子内親王。同年12月源在子生為仁親王（土御門天皇）。作为将来天皇外祖父的通親与丹後局组成反兼实派。建久7年（1196年），建久七年政变，九条兼实被免除关白之位，退出内宫。
建久9年（1198年）、後鳥羽天皇让位给為仁親王，实行院政。在子本姓藤原，以僧女不可為國母，因以通親為父，冒源姓。新帝土御門天皇的外祖父通親在3年前昇任权大納言，此时兼任院厅別当。在子於正治元年（1199年）列从三位准三后，建仁2年（1202年）院号宣下承明門院。
正治元年（1199年）兼实之子九条良经昇進左大臣，正治2年（1200年）土御門天皇之弟守成親王（順德天皇，母亲是在子之母範子叔父藤原範季之女藤原重子（修明門院））被立为皇太弟。根据《愚管抄》在子於母亲範子死後，与養父通親私通。于是，寵漸弛。
建仁2年（1202年）10月通親去世，承元4年（1210年）11月根据後鳥羽上皇的意向，土御門天皇让位给皇太弟守成親王。建历元年（1211年）12月，源在子出家。承久3年（1221年）承久之乱，後鳥羽、土御門两位上皇流配。土御門上皇在承久之乱前一年和源通親孫女源通子生下邦仁王（後後嵯峨天皇），在子於土御門殿養育邦仁王。承久之乱，在子家庭没落，生活艰苦。
仁治3年（1242年），四条天皇崩，邦仁王践祚。後半生艰苦的源在子在晩年亲孫继承皇位。正嘉元年七月初五日（1257年8月15日），源在子八十七岁去世。

## 脚注
1. 1 2 3 4 5 6 7 8  角田 (1986) 629頁
2. ↑  「承明門院」『日本女性人名辞典』［普及版］ 560頁
3. ↑  樋口 (2006) 180-181頁
4. ↑  「藤原範子」『日本女性人名辞典』［普及版］ 919頁
5. 1 2  樋口 (2006) 181頁
6. 1 2 3 4  松井 (2006) 425頁
7. ↑  美川 (2006) 198頁
8. ↑  松井 (2006) 189頁
9. ↑  美川 (2006) 198-199頁